# ナショナル・ボード・オブ・レビュー賞 (1932年)
1932年(第4回)のナショナル・ボード・オブ・レビュー賞は1932年12月22日に発表された。

## 受賞一覧

### 作品賞
- 『仮面の米国』 I Am a Fugitive from a Chain Gang

(2位以下はアルファベット順)
- 『お気に召す儘』 As You Desire Me
- 『愛の嗚咽』 A Bill of Divorcement
- 『戦場よさらば』 A Farewell to Arms
- Madame Racketeer
- Payment Deferred
- 『暗黒街の顔役』 Scarface
- 『類猿人ターザン』 Tarzan the Ape Man
- 『極楽特急』 Trouble in Paradise
- 『二秒間』 Two Seconds

### 外国語映画賞
- 『自由を我等に』 À nous la liberté フランス

(2位以下はアルファベット順)
- Der Andere  ドイツ
- The Battle of Gallipoli イギリス
- Golden Mountains  ソビエト連邦
- 『炭坑』Kameradschaft ドイツ
- 『制服の処女』 Mädchen in Uniform ドイツ
- 『モナ・リザの失踪』 Der Raub der Mona Lisa オーストリア
- 『夫人に御給仕』Reserved for Ladies  イギリス
- Road to Life ソビエト連邦
- Zwei Menschen ドイツ